# Crecimiento secundario

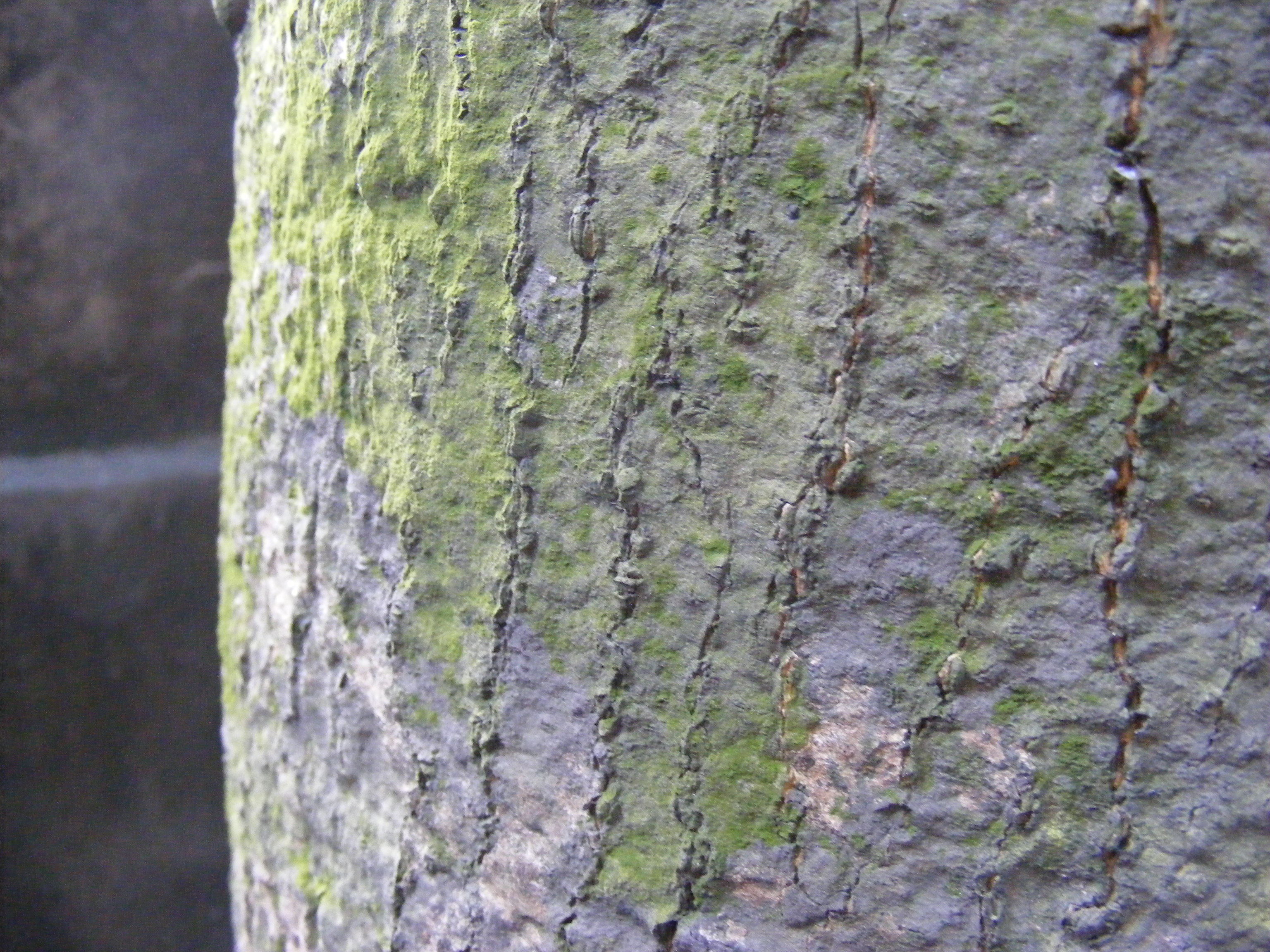
Corteza de un árbol joven de mango mostrando severas rupturas verticales de la epidermis exterior debido al engrosamiento secundario del tronco.

El crecimiento secundario en las plantas consiste en el incremento en el diámetro de las raíces, tallos y ramas. El crecimiento primario consiste en el crecimiento en longitud, y ocurre en todas las plantas vasculares. El crecimiento secundario se da en la mayoría de las dicotiledóneas y gimnospermas, mientras que las monocotiledóneas por lo general no tienen crecimiento secundario, y si lo tienen, difiere del patrón típico de las dicotiledóneas.
En muchas plantas vasculares, el crecimiento secundario es el resultado de la actividad de dos meristemas laterales, el felógeno y el cámbium vascular. A partir de los meristemas laterales, el crecimiento secundario incrementa el diámetro de la planta en la raíz o el tallo, más que su longitud. Siempre que los meristemas laterales produzcan nuevas células, el tallo o raíz continuará creciendo en diámetro. En las plantas leñosas, esto conduce a la formación de madera.

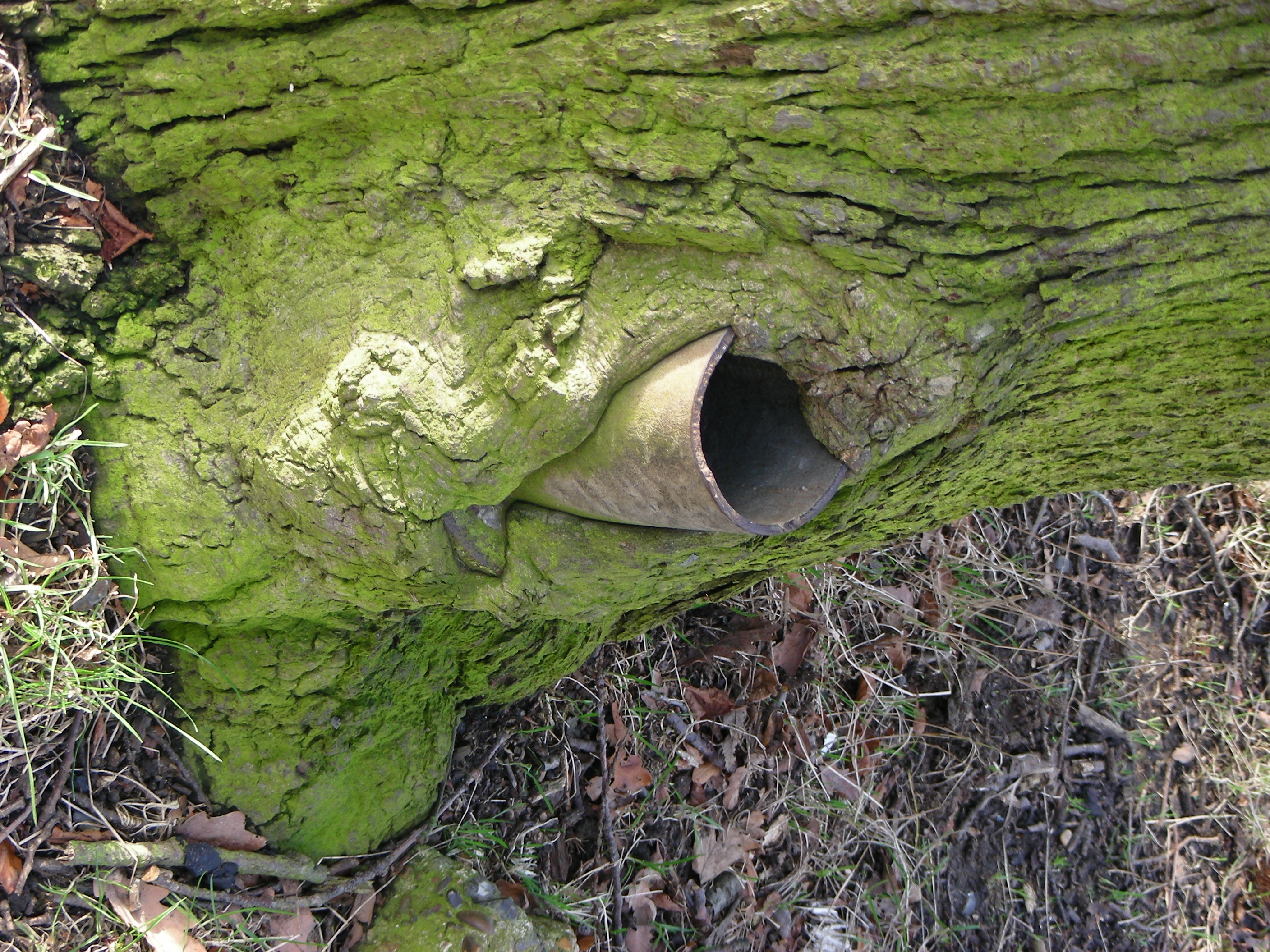
El crecimiento secundario resulta en un incremento del diámetro. Las obstrucciones por objetos extraños, como un poste de metal en la imagen, pueden ser "tragadas" por el crecimiento continuo.

Debido a que este crecimiento usualmente rompe la epidermis del tallo o la raíz, las plantas con crecimiento secundario generalmente desarrollan un felógeno, el cual se ocupa de la producción de células engrosadas de súber para proteger la superficie de la planta y reducir la pérdida de agua. Si esto continúa durante muchos años, este proceso puede resultar en la formación de una capa de corcho.
El crecimiento secundario también ocurre en muchas plantas no leñosas, como por ejemplo la planta de tomate, papa, en la raíz primaria de la zanahoria y en los tubérculos de batata. Algunas hojas de larga duración también presentan crecimiento secundario.